# Vidovo
Vidovo (cyr. Видово) – wieś w Serbii, w okręgu raskim, w mieście Novi Pazar. W 2011 roku liczyła 91 mieszkańców.